# Gaby oh Gaby
Singles de Alain Bashung
Je fume pour oublier que tu bois
(1979) Vertige de l'amour
(1981)
Pistes de Roulette russe (Nouveau couplage)
Je fume pour oublier que tu bois
Gaby oh Gaby (Gaby oh ! Gaby, selon la graphie de la pochette du 45 tours) est une chanson française interprétée par Alain Bashung, sortie en 1980. 
Écrite par Boris Bergman et composée par Bashung, la chanson sort d'abord en single en 1980 chez Philips, avec le titre Ell' s'fait rougir toute seule en face B. Devant l'immense succès du single, la chanson est incluse dans la réédition de l'album Roulette russe (octobre 1980), renommé Nouveau couplage.

## Contexte
En 1980, le chanteur Alain Bashung a déjà quatorze années de carrière professionnelle derrière lui, mais est considéré par ses pairs du métier comme l'archétype du loser : un type brillant, mais à qui le succès commercial échappe et qui pourrait ne jamais l'atteindre.
C'est ce que pense Philips, le label de Bashung, qui songe à lui rendre son contrat. Mais c'est sans compter sur le directeur de production Gérard Baqué, sensible au talent du chanteur, qui avouera à Boris Bergman lors des obsèques de Bashung en mars 2009 qu'il a financé l'enregistrement du 45 tours de la chanson « en détournant une partie du budget de Paul Mauriat ». Le musicien réputé, roi de l'easy listening à la française, aurait, sans le savoir, sauvé la carrière de Bashung.
Le texte de Gaby oh Gaby est écrit par Bergman au Japon et devait être la face B du single Ell' s'fait rougir toute seule. Puis Bashung demande à son parolier d'écrire un nouveau refrain pour le morceau Max Amphibie, titre initial en référence à l'éditeur des chansons du duo Bashung/Bergman, Max Amphoux, qualifié de « gros fumeur, amateur de whisky qui ne s'étonnait de rien, nous reprochait de fumer des joints, était un peu homophobe sans le vouloir » selon Bergman, qui lui a inspiré « ce personnage qui se balade sous l'eau ». En témoigne l'attaque de cette première mouture : « J'fais mon footing au milieu des algues et des coraux, et j'fais mes pompes sur les restes d'un vieux cargo ».
Bergman réécrit les paroles, s'attachant à évoquer un travesti ou une personne trans, « Gaby » provenant de l'argot des apaches « gaboune », qui désignait un homosexuel.
Gaby oh Gaby est enregistrée aux Studios Ferber à Paris, où elle sera complétée par les dernières phrases. Alors que Bashung s'absente pour aller aux toilettes, Bergman griffonne sur le pupitre ; il indique à ce sujet : « [Bashung] m'avait demandé d'ajouter des phrases pour la fin ; j'ai décidé d'écrire des conneries pour le faire rire. Je m'attendais qu'il bute sur À quoi ça sert la frite si t'as pas les moules, mais il l'a chantée avec un sang-froid incroyable », dira-il plus tard. À la fin des prises, l'ingénieur du son Dominique Blanc-Francard lâche : « Vous avez un truc énorme, là », mais Bergman prend ça comme un remontant.

## Thèmes
Boris Bergman, parolier de la chanson Gaby oh Gaby, a expliqué après la mort d'Alain Bashung : « C’est un texte sur les minorités, ceux que "la différence" fait tomber dans les puits de solitude ; ceux qui ne peuvent pas dormir et qui "ne font que des conneries". Le petit Ashkénaze que je suis, le Kabylo-Alsacien qu’est Alain, s’en doutent depuis leur première rencontre avec l’autre : Gaby est aussi un hymne caché à la solitude de l’homo qui ne connaît pas encore l’existence du Pacs. »
Bergman considère la chanson J’sors avec ma frangine comme la suite de Gaby oh Gaby : « “Le” héros de Gaby est sorti du placard avec les robes de sa grande sœur. Il peut enfin s’imaginer que la rue des Blancs-Manteaux ressemblera à Christopher Street. »

## Accueil

### Accueil commercial
À la sortie du single Gaby oh Gaby en février 1980, Alain Bashung a déjà quatorze ans de métier derrière lui. Des singles enregistrés de 1966 à 1977 ont tous été des échecs commerciaux, et son premier album Roman-photos (1977), qu'il renia par la suite car peu satisfait, connaît le même sort. Gaby oh Gaby change la donne en faisant découvrir le chanteur au grand public. La chanson est diffusée dans de nombreuses émissions télévisuelles le soir et la nuit, à la radio, et fait même l'objet d'une « une » dans le journal Libération.
Toutefois, le lancement du single est difficile, car « aucune radio ne voulait passer le titre », selon Jacky Jakubowicz, alors attaché de presse du chanteur, ajoutant que « le seul à nous avoir soutenus fut Jean-Bernard Hebey, dans l'émission de nuit Poste restante sur RTL ».
Jakubowicz persévère pendant six ou sept mois, mais se voit répondre par les radios que cela « ne marchera jamais », le titre peinant à se faire connaître dans un paysage médiatique encore limité à trois radios périphériques et deux mensuels de rock (Rock & Folk et Best). Mais une chronique parue dans le magazine Best convainc la radio Europe 1 de diffuser le titre trois fois par jour, puis RTL et France Inter suivent.
Entré dans le top 20 des ventes de 45 tours à partir du 16 août 1980, le single s'y maintient durant dix-huit semaines, se classant pendant deux semaines en première place du classement IFOP du 4 au 17 octobre 1980. Il s'écoule au total à plus de 800 000 exemplaires.
Pourtant, s'il reconnaît que ce tube l'a sauvé professionnellement, Bashung est décontenancé par ce succès imprévu. Dans l'album Play blessures (1982), il y évoquera ces tourments face à son nouveau statut de vedette de la chanson, dans le titre J'croise aux Hébrides : « J'dédie cette angoisse à un chanteur disparu, mort de soif dans le désert de Gaby. Respectez une minute de silence, faites comme si j'étais pas arrivé… »
Le 19 mai 2009, le disque d'or du 45 tours original est mis aux enchères à Paris, par le collectionneur particulier qui le possédait. Il est adjugé à 3 717 euros.

### Accueil critique
Dans l'ouvrage La Discothèque parfaite de l'odyssée du rock (2006) de Gilles Verlant, Gaby oh Gaby est incluse dans une liste de 3 000 morceaux des classiques du rock, qualifiée par ailleurs d'un des « sommets de la décennie » 1980 avec un autre titre de Bashung, Vertige de l'amour.